# Azure d'Or
Azure d'Or es el noveno álbum de la banda de rock progresivo británica Renaissance, lanzado en 1979.
A diferencia de sus anteriores trabajos, el disco no incluyó el acompañamiento de una orquesta sinfónica, así como tampoco la inclusión de temas de larga duración.
Es el último disco con la formación clásica de Renaissance. 

## Lista de canciones
1. "Jekyll and Hyde" (4:39) 
2. "The Winter Tree" (3:03) 
3. "Only Angels Have Wings" (3:41) 
4. "Golden Key" (5:12) 
5. "Forever Changing" (4:48)
6. "Secret Mission" (5:00)
7. "Kalynda (A Magical Isle)" (3:42)
8. "The Discovery (Instrumental)" (4:24)
9. "Friends" (3:31)
10. "The Flood at Lyons" (4:55)

## Integrantes
- Annie Haslam - voz principal y coros
- Michael Dunford - guitarra acústica y eléctrica, mandolina y autoarpa.
- John Tout - Piano y teclados
- Jon Camp - bajo eléctrico, guitarra eléctrica, chelo, voz y coros.
- Terence Sullivan - batería, percusiones y coros.

Letras:
- Betty Thatcher